# Roger Dean
Roger Dean, född 31 augusti 1944 i Ashford i Kent, är en brittisk illustratör, konstnär, designer och förläggare. Han är bäst känd för sina skivomslag, som han började måla i slutet av 1960-talet, och då främst för rockgrupper som Yes och Asia. Omslagen föreställer ofta exotiska fantasilandskap, vilka verkar ha inspirerat landskapen i filmen Avatar.

## Lista på skivomslag av Roger Dean
| År   | Artist                            | Album                                              |
| ---- | --------------------------------- | -------------------------------------------------- |
| 1968 | The Gun                           | Gun                                                |
| 1969 | Earth and Fire                    | Earth and Fire                                     |
| 1970 | Nucleus                           | Elastic Rock                                       |
| 1970 | Lighthouse                        | Lighthouse                                         |
| 1970 | Dr. Strangely Strange             | Heavy Petting                                      |
| 1970 | Clear Blue Sky                    | Clear Blue Sky                                     |
| 1971 | Osibisa                           | Osibisa                                            |
| 1971 | Keith Tippett Group               | Dedicated to You But You Weren’t Listening         |
| 1971 | Ramases                           | Space Hymns                                        |
| 1971 | Billy Cox                         | Nitro Function                                     |
| 1971 | Osibisa                           | Woyaya                                             |
| 1971 | Pete Dello and Friends            | Into Your Ears                                     |
| 1971 | Yes                               | Fragile                                            |
| 1971 | Atomic Rooster                    | In Hearing of Atomic Rooster                       |
| 1972 | John Dummer Blues Band            | Blue                                               |
| 1972 | Gracious!                         | This Is...Gracious!!                               |
| 1972 | Yes                               | Close to the Edge                                  |
| 1972 | Uriah Heep                        | Demons and Wizards                                 |
| 1972 | Gentle Giant                      | Octopus                                            |
| 1972 | Babe Ruth                         | First Base                                         |
| 1972 | Budgie                            | Squawk                                             |
| 1972 | Third Ear Band                    | Music from Macbeth                                 |
| 1972 | Uriah Heep                        | The Magician's Birthday                            |
| 1972 | Paladin                           | Charge!                                            |
| 1973 | Greenslade                        | Greenslade                                         |
| 1973 | Magna Carta                       | Lord of the Ages                                   |
| 1973 | Yes                               | Yessongs                                           |
| 1973 | Budgie                            | Never Turn Your Back on a Friend                   |
| 1973 | Yes                               | Tales from Topographic Oceans                      |
| 1973 | McKendree Spring                  | Spring Suite                                       |
| 1973 | Badger                            | One Live Badger                                    |
| 1973 | Greenslade                        | Bedside Manners Are Extra                          |
| 1973 | Snafu                             | SNAFU                                              |
| 1974 | Gravy Train                       | Staircase to the Day                               |
| 1974 | Yes                               | Relayer                                            |
| 1974 | Yes                               | Yesterdays                                         |
| 1975 | Steve Howe                        | Beginnings                                         |
| 1976 | Dave Greenslade                   | Cactus Choir                                       |
| 1977 | John Lodge                        | Natural Avenue                                     |
| 1979 | Steve Howe                        | The Steve Howe Album                               |
| 1980 | Yes                               | Drama                                              |
| 1980 | Yes                               | Yesshows                                           |
| 1981 | Yes                               | Classic Yes                                        |
| 1982 | Asia                              | Asia                                               |
| 1983 | Asia                              | Alpha                                              |
| 1983 | Barry Devlin                      | Breaking Starcodes                                 |
| 1985 | Asia                              | Astra                                              |
| 1989 | It Bites                          | Eat Me in St. Louis                                |
| 1989 | Anderson Bruford Wakeman Howe     | Anderson Bruford Wakeman Howe                      |
| 1990 | Asia                              | Then & Now                                         |
| 1991 | Yes                               | Union                                              |
| 1991 | Steve Howe                        | Turbulence                                         |
| 1991 | Yes                               | Yesyears                                           |
| 1992 | Yes                               | Yesstory                                           |
| 1993 | Anderson Bruford Wakeman Howe     | An Evening of Yes Music Plus                       |
| 1993 |                                   | Symphonic Music of Yes                             |
| 1993 | Rick Wakeman                      | Rick Wakeman’s Greatest Hits                       |
| 1994 | Steve Howe                        | Not Necessarily Acoustic                           |
| 1994 | Asia                              | Aria                                               |
| 1995 | Uriah Heep                        | Sea of Light                                       |
| 1995 | Various artists                   | Tales from Yesterday                               |
| 1995 | Yes                               | Yessongs (LaserDisc)                               |
| 1996 | Various artists                   | Supernatural Fairy Tales: The Progressive Rock Era |
| 1996 | Yes                               | Keys to Ascension                                  |
| 1996 | Budgie                            | An Ecstasy of Fumbling - The Definitive Anthology  |
| 1997 | The London Philharmonic Orchestra | Us and Them: Symphonic Pink Floyd                  |
| 1997 | Space Needle                      | The Moray Eels Eat The Space Needle                |
| 1997 | Yes                               | Keys to Ascension 2                                |
| 1997 | Yes                               | Open Your Eyes                                     |
| 1997 | London Symphony Orchestra         | Symphonic Rock: American Classics                  |
| 1997 | London Symphony Orchestra         | Symphonic Rock: The British Invasion, Vol. 1       |
| 1998 | London Symphony Orchestra         | Symphonic Rock: The British Invasion, Vol. 2       |
| 1998 | Ad Infinitum                      | Ad Infinitum                                       |
| 1998 | Various artists                   | Yes, Friends and Relatives                         |
| 1998 | Yes                               | Keys to Ascension Volumes 1 and 2                  |
| 1999 | Yes                               | The Ladder                                         |
| 1999 | Rick Wakeman                      | Return to the Centre of the Earth                  |
| 2000 | Various artists                   | Yes, Friends and Relatives Volume 2                |
| 2000 | Yes                               | House of Yes: Live from House of Blues             |
| 2001 | Uriah Heep                        | Acoustically Driven                                |
| 2001 | Yes                               | Keystudio                                          |
| 2001 | Uriah Heep                        | Remasters: The Official Anthology                  |
| 2001 | Atomic Rooster                    | Resurrection                                       |
| 2001 | Asia                              | Aura                                               |
| 2002 | Yes                               | In a Word: Yes (1969–)                             |
| 2002 | Vermilion                         | Flattening Mountains and Creating Empires          |
| 2003 | Birdsongs of the Mesozoic         | The Iridium Controversy                            |
| 2003 | Steve Howe                        | Elements                                           |
| 2004 | Yes                               | The Ultimate Yes: 35th Anniversary Collection      |
| 2005 | Glass Hammer                      | The Inconsolable Secret                            |
| 2005 | Yes                               | The Word Is Live                                   |
| 2006 | Alan White                        | White                                              |
| 2008 | Asia                              | Phoenix                                            |
| 2010 | Asia                              | Omega                                              |

## Böcker av Roger Dean
Dean har gett ut tre böcker om sitt skapande. Framgångarna med första boken, Views från 1975, ledde till att Dean startade sitt eget förlag Paper Tiger Books. 
- Views (1975) (ISBN 978-0061717093)
- Magnetic Storm (1984) (ISBN 978-0061717109)
- Dragon's Dream (2008) (ISBN 978-0061626975)